# Trastámara d'Aragona

Stemma dei Trastámara d'Aragona e Sicilia

I Trastámara d'Aragona e Sicilia - noti anche come III Casa d'Aragona e Sicilia  - furono una casa reale europea che dominò nei territori della Corona d'Aragona nei secoli XV-XVI.
Derivarono dal lato maschile dalla dinastia reale castigliana dei Trastámara e dal lato femminile dalla Casa d'Aragona, stirpe reale catalano-aragonese, a cui succedettero nei titoli e nei domini dopo essersi estinta in linea maschile, e della quale assunsero il cognome.

## Storia

### Origini
La Casa reale d'Aragona si estinse nel suo ramo principale nel 1410 con la morte del re Martino I di Aragona, al quale erano premorti il figlio Martino il Giovane, re di Sicilia, e i nipoti i principi ereditari Pietro e Martino. Alla morte di Martino il Vecchio, seguì un periodo di incertezza, detto di interregno, che durò due anni e che, essendo l'opinione pubblica molto divisa tra i vari pretendenti, portò l'Aragona sull'orlo della guerra civile.
I rappresentanti delle cortes di Aragona, Catalogna e Valencia, il 15 febbraio 1412 si riunirono ad Alcañiz per designare il successore del Re Martino. I pretendenti al trono della Corona d'Aragona e al Regno di Sicilia erano cinque, e con il Compromesso di Caspe del 24 giugno, venne designato Ferdinando di Trastámara (1380-1416), nipote del Re Martino attraverso sua madre Eleonora d'Aragona, regina consorte di Castiglia e León, che del sovrano ne era sorella. Il 28 giugno, Ferdinando si proclamò Re della Corona d'Aragona.

### Ferdinando d'Aragona

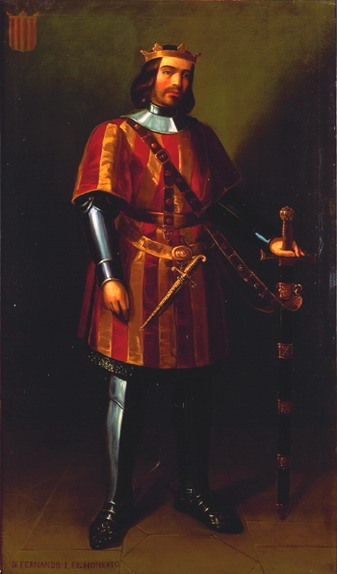
Ferdinando I d'Aragona

Nel passaggio della Corona d'Aragona in Casa Trastámara con l'elezione a sovrano di Ferdinando, determinanti furono i voti dei rappresentanti aragonesi e valenziani. I catalani, che a Caspe avevano sostenuto i diritti di successione del conte Giacomo II di Urgell, appartenente al ramo cadetto degli Aragona, videro infatti il nuovo Re come un intruso castigliano, ed in più occasioni organizzarono delle rivoluzioni separatiste, che ebbero inizio in modo particolare sotto il regno del figlio Giovanni II, e da quest'ultimo soffocate. I nuovi sovrani d'Aragona, per via della loro provenienza castigliana, orientarono fortemente la loro politica verso la Castiglia, e ciò riduceva notevolmente l'importanza politica della Catalogna.

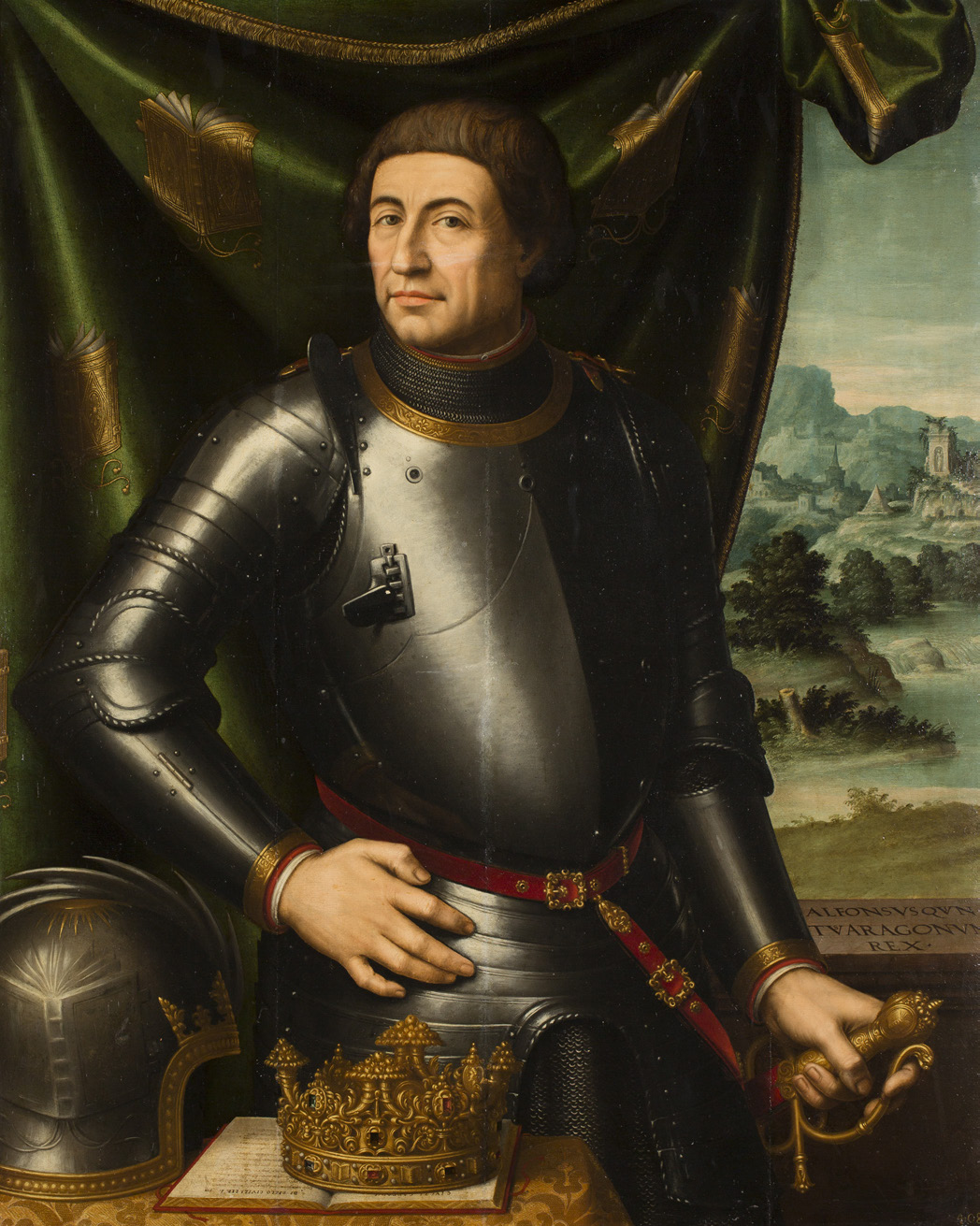
Alfonso V d'Aragona detto il Magnanimo

Divenuto Ferdinando I d'Aragona, questi sposò la contessa Eleonora d'Alburquerque, che lo rese padre di sette figli, tra cui Alfonso ed il summenzionato Giovanni. Il re Alfonso V d'Aragona (1396-1458), soprannominato il Magnanimo e succeduto al padre nel 1416 in quanto primogenito, nel 1442 tolse agli Angioini il Regno di Napoli, di cui si proclamò sovrano, e nella cui capitale stabilì la propria corte e che divenne il fulcro della Corona d'Aragona. Dalla consorte Maria, figlia del re Enrico III di Castiglia, non ebbe discendenza, e alla sua morte, nel 1458, gli succedettero il fratello minore Giovanni come Re della Corona d'Aragona, ed il figlio naturale Ferdinando (1424-1494), avuto dalla sua amante Gueraldona Carlino, come Re di Napoli. Da detto Ferdinando ebbe origine il ramo napoletano dei Trastámara d'Aragona.

### XV secolo

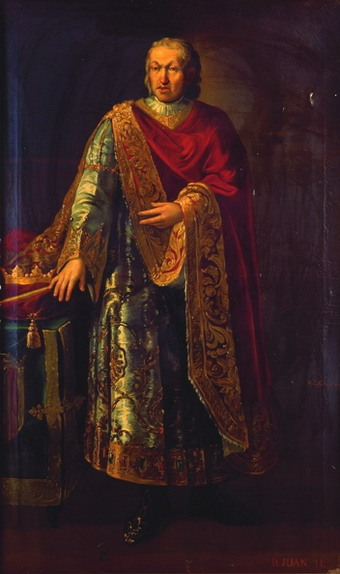
Giovanni II d'Aragona

Giovanni II d'Aragona (1398-1479), detto Il Grande, sposò in prime nozze la principessa ereditaria Bianca di Navarra, figlia del re Carlo III, e grazie a questa unione nel 1425 fu incoronato Re di Navarra. Da Bianca ebbe quattro figli, dei quali Carlo (1421-1461), Bianca (1424-1464) ed Eleonora (1425-1479), gli succedettero al trono del Regno di Navarra, passato dopo la morte di quest'ultima in eredità alla dinastia dei Conti di Foix. Dopo la morte della prima moglie, si risposò con la nobildonna Giovanna Enríquez, che gli diede due figli, Ferdinando e Giovanna (1455-1417).

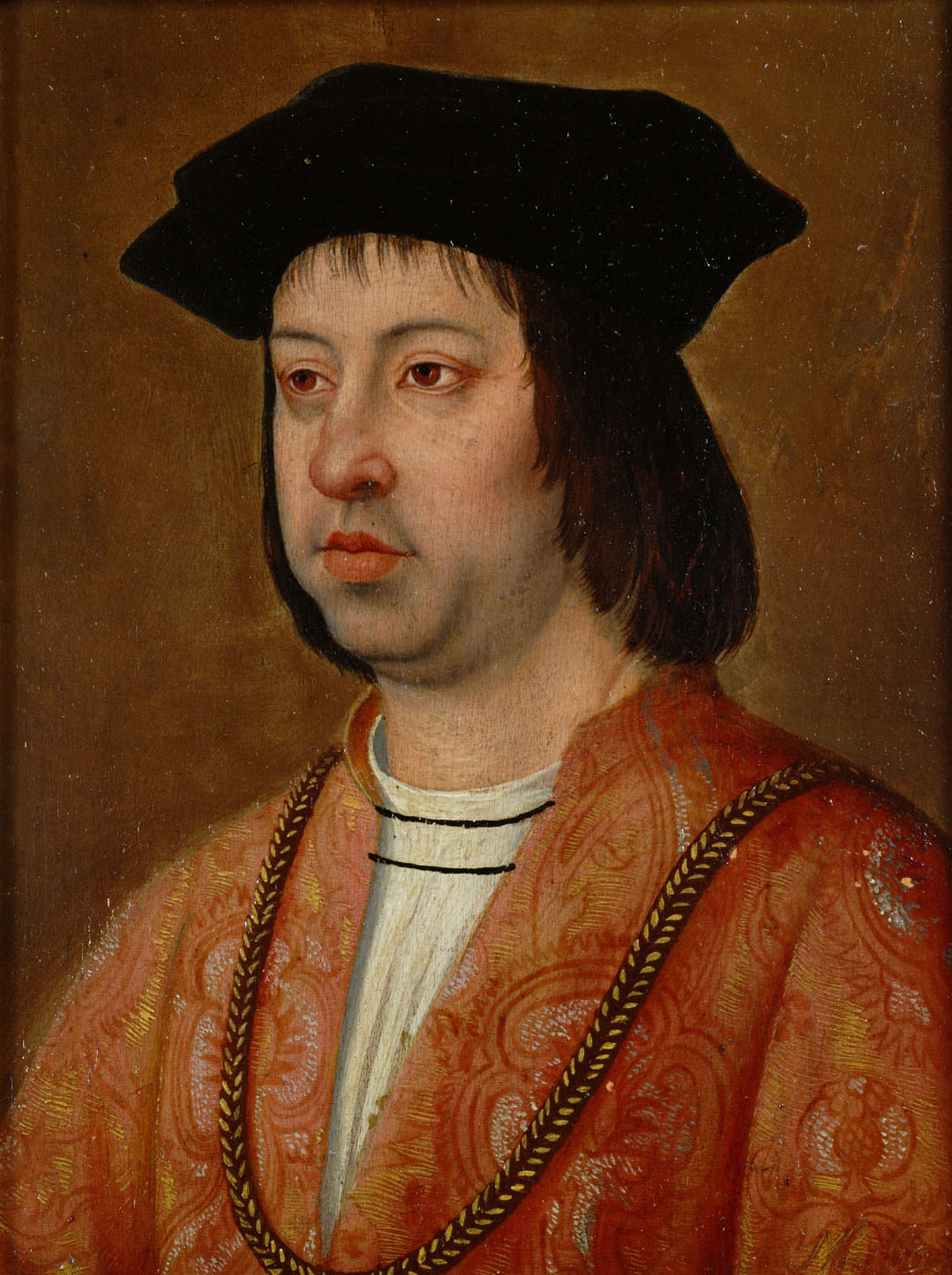
Ferdinando II d'Aragona

Successore di Giovanni a Re della Corona d'Aragona fu il figlio Ferdinando (1452-1516), detto il Cattolico, con il quale avvenne la riunificazione del ramo dei Trastámara d'Aragona con quello principale dei Re di Castiglia, attraverso il matrimonio nel 1469 con la principessa ereditaria Isabella di Castiglia. Il matrimonio sancì l'unione dinastica tra la Corona d'Aragona e quella di Castiglia, ma i due coniugi governarono ciascuno il proprio regno. Avviato fin da giovanissimo alla carriera militare, appoggiò la moglie nella vittoriosa guerra di successione castigliana contro i reali del Portogallo del 1475-79, nonché nella conquista di Granada del 1492 ai danni dei musulmani; nel 1493 recuperò dai Francesi il possesso del Rossiglione e della Cerdagna, perse nella guerra catalano-aragonese del 1462-72. Con lui la Corona d'Aragona si espanse grazie alla conquista del Regno di Napoli tolto ai Francesi, di cui nel 1504 si proclamò sovrano.

### Estinzione

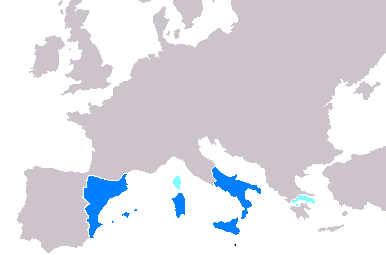
La Corona d'Aragona nel momento della sua massima espansione (1504)

Nel 1504 morì la Regina Isabella, che lo aveva reso padre di cinque figli, di cui un solo maschio, il principe ereditario Giovanni (1478-1497), che gli premorì giovanissimo. Risposatosi dopo appena un anno con la principessa Germana de Foix, tentò di avere un erede, Giovanni, nato nel 1509 e morto dopo un giorno. Con la sua morte avvenuta nel 1516, si estinse in linea maschile la dinastia Trastámara, e le Corone di Castiglia e di Aragona passarono sotto il dominio degli Asburgo attraverso la figlia Giovanna (1479-1555), detta la Pazza, che sposò Filippo d'Asburgo, unione che diede discendenza e da cui ebbe origine il casato degli Asburgo di Spagna.

## Rami cadetti
Da Enrico di Trastámara, duca di Alburquerque (1400-1445), figlio quartogenito del Re Ferdinando I, ebbe origine il ramo cadetto dei Duchi di Segorbe. Il titolo di Duca di Segorbe fu creato nel 1469 dal re Giovanni II d'Aragona per il nipote Enrico d'Aragona Pimentel (1445-1522), figlio del Duca di Alburquerque suo fratello, e Conte di Empúries, detto l'Infante Fortuna.
Detto Enrico, sposò Guiomar del Portogallo, figlia di Alfonso di Braganza, conte di Faro e di Odemira, da cui ebbe tre figli: Giovanni (1488-1490), Alfonso (1489-1563) e Isabella. Gli succedette Alfonso, il quale, dalla moglie Giovanna III di Cardona ebbe 13 figli, di cui 4 maschi. Nonostante la robusta discendenza, il ramo si estinse in linea maschile con Francesco, III duca di Segorbe (1539-1572), che come i suoi fratelli morì senza lasciare eredi.

## Genealogia
|                                                        |                                                        |                        |                                                                        |                                                                        |                                                                      |                                                                      |                                                                                                |                                                                                                | | | |                                                                              |                                                                                          |                                                                                          |                          |                                                                                            |                                                                                            |                                             |                                             |                                           |                                           |                    |                    |
|                                                        |                                                        |                        |                                                                        |                                                                        |                                                                      |                                                                      |                                                                                                |                                                                                                | | | | Ferdinando, XI re della Corona d'Aragona (1380-1416) Eleonora d'Alburquerque |                                                                                          |                                                                                          |                          |                                                                                            |                                                                                            |                                             |                                             |                                           |                                           |                    |                    |
|                                                        |                                                        |                        |                                                                        |                                                                        |                                                                      |                                                                      |                                                                                                |                                                                                                | | | |                                                                              |                                                                                          |                                                                                          |                          |                                                                                            |                                                                                            |                                             |                                             |                                           |                                           |                    |                    |
|                                                        |                                                        |                        |                                                                        |                                                                        |                                                                      |                                                                      |                                                                                                |                                                                                                | | | |                                                                              |                                                                                          |                                                                                          |                          |                                                                                            |                                                                                            |                                             |                                             |                                           |                                           |                    |                    |
|                                                        |                                                        |                        | Alfonso, XII re della Corona d'Aragona (1396-1458) Maria di Trastámara | Alfonso, XII re della Corona d'Aragona (1396-1458) Maria di Trastámara | Maria (1396-1445) Giovanni II di Castiglia                           | Maria (1396-1445) Giovanni II di Castiglia                           | Giovanni, XIII re della Corona d'Aragona (1397-1479) I Bianca di Navarra, II Giovanna Enríquez | Giovanni, XIII re della Corona d'Aragona (1397-1479) I Bianca di Navarra, II Giovanna Enríquez | | | |                                                                              |                                                                                          |                                                                                          |                          | Enrico, duca di Alburquerque (1400-1445) I Caterina di Trastámara, II Beatrice di Pimentel | Enrico, duca di Alburquerque (1400-1445) I Caterina di Trastámara, II Beatrice di Pimentel | Eleonora (1402-1445) Edoardo del Portogallo | Eleonora (1402-1445) Edoardo del Portogallo | Pietro, conte di Alburquerque (1406-1438) | Pietro, conte di Alburquerque (1406-1438) | Sancho (1410-1416) | Sancho (1410-1416) |
|                                                        |                                                        |                        |                                                                        |                                                                        |                                                                      |                                                                      |                                                                                                |                                                                                                | | | |                                                                              |                                                                                          |                                                                                          |                          |                                                                                            |                                                                                            |                                             |                                             |                                           |                                           |                    |                    |
|                                                        |                                                        |                        |                                                                        |                                                                        |                                                                      |                                                                      |                                                                                                |                                                                                                | | | |                                                                              |                                                                                          |                                                                                          |                          |                                                                                            |                                                                                            |                                             |                                             |                                           |                                           |                    |                    |
| I Carlo, principe di Viana (1421-1461) Anna di Navarra | I Carlo, principe di Viana (1421-1461) Anna di Navarra | I Giovanna (1423-1425) | I Giovanna (1423-1425)                                                 | I Bianca (1424-1464) Enrico IV di Castiglia                            | I Bianca (1424-1464) Enrico IV di Castiglia                          | I Eleonora, regina di Navarra (1426-1479) Gastone IV di Foix         | I Eleonora, regina di Navarra (1426-1479) Gastone IV di Foix                                   | II Eleonora                                                                                    | II Eleonora                                                                                               | II Ferdinando, XIV re della Corona d'Aragona (1452-1516) I Isabella di Castiglia, II Germana de Foix      | II Ferdinando, XIV re della Corona d'Aragona (1452-1516) I Isabella di Castiglia, II Germana de Foix | II Giovanna (1455-1517) Ferdinando I di Napoli                               | II Giovanna (1455-1517) Ferdinando I di Napoli                                           | II Maria                                                                                 | II Maria                 | (con discendenza)                                                                          | (con discendenza)                                                                          |                                             |                                             |                                           |                                           |                    |                    |
|                                                        |                                                        |                        |                                                                        |                                                                        |                                                                      |                                                                      |                                                                                                |                                                                                                | | | |                                                                              |                                                                                          |                                                                                          |                          |                                                                                            |                                                                                            |                                             |                                             |                                           |                                           |                    |                    |
|                                                        |                                                        |                        |                                                                        |                                                                        |                                                                      |                                                                      |                                                                                                |                                                                                                | | | |                                                                              |                                                                                          |                                                                                          |                          |                                                                                            |                                                                                            |                                             |                                             |                                           |                                           |                    |                    |
|                                                        |                                                        |                        |                                                                        |                                                                        | I Isabella (1470-1498) I Alfonso d'Aviz, II Manuele I del Portogallo | I Isabella (1470-1498) I Alfonso d'Aviz, II Manuele I del Portogallo | I Giovanni, principe delle Asturie (1478-1497) Margherita d'Asburgo                            | I Giovanni, principe delle Asturie (1478-1497) Margherita d'Asburgo                            | I Giovanna, regina delle Corone di Aragona e di Castiglia (1455-1517) Filippo d'Asburgo, duca di Borgogna | I Giovanna, regina delle Corone di Aragona e di Castiglia (1455-1517) Filippo d'Asburgo, duca di Borgogna | I Maria (1482-1517) Manuele I del Portogallo                                                         | I Maria (1482-1517) Manuele I del Portogallo                                 | I Caterina (1485-1536) I Arturo Tudor, principe del Galles, II Enrico VIII d'Inghilterra | I Caterina (1485-1536) I Arturo Tudor, principe del Galles, II Enrico VIII d'Inghilterra | II Giovanni (* e † 1509) | II Giovanni (* e † 1509)                                                                   |                                                                                            |                                             |                                             |                                           |                                           |                    |                    |